# Яценко Володимир Йосипович
Яценко Володимир Йосипович (*7 вересня 1935) — український журналіст, редактор газети «Народна трибуна». Заслужений журналіст України.

## Біографія
Народився в Ємільчиному в родині службовця (батько — працівник, мати — колгоспниця). У 1954 році закінчив 10 класів Ємільчинської середньої школи. Того ж року почав працювати завклубом в с. Тайках.
З 1957 до 1959 року працював за комсомольською путівкою на будівництві шахти «Житомирська комсомольська» у м. Кіровське Донецької обл. Приїхавши в Ємільчине, рік працював художником РБК. Потім 2 роки — інструктором районного комсомолу. 2 роки працював директором РБК. Потім 2 роки — інструктором райкому комсомолу. Співпрацював з районною газетою. У 1963 році запросили на посаду фотокора у районну газету, де пропрацював 5 років. Став членом КПРС і був запрошений на посаду інструктора райкому партії, де працював 4 роки. Поступив на заочне навчання у вищу партшколу при ЦК КПРС, яку закінчив 1972 р.
З 1974 року — заступник редактора газети «Народна трибуна». З 1979 по 2008 рік — редактор газети «Народна трибуна».
Член Національної спілки журналістів України, заслужений журналіст України. Підготував і видав 5 книг про людей, історію, природу району.

## Особисте життя
Має двох синів — Роман і Вадим, які навчались і успішно закінчили Ємільчинську середню школу № 1. Вадим — зі «срібною» медаллю, військовослужбовець, підполковник, нині несе службу в Косово, як миротворець. Закінчив Курганське вище льотне училище, гуманітарну академію повітряних сил у Стамбулі, володіє кількома іноземними мовами. Роман — полковник, служив в Києві. В обох по двоє синів і по одній доньці, вчаться в університетах, школах і т. д.
Дружина Яценко Віра Іванівна — інженер-будівельник, 31 рік була архітектором Ємільчинського району. В даний час є головою районної ради ветеранів війни і праці.